# 禹玄
禹玄（朝鮮語: 우현）は、高麗の文官であり、朝鮮氏族の丹陽禹氏の始祖である。
禹の後裔と伝えられている。禹玄は、高麗顕宗代に文科及第、正朝戸長を務め、門下侍中平章事を追贈された。
禹玄の6代子孫には、侍中公・門下侍中を歴任した禹中大がおり、禹玄の9代子孫には丹陽府院君に封ぜられた禹玄寶がいる。